# Плейнфілд (Іллінойс)
Плейнфілд (англ. Plainfield) — селище (англ. village) в США, в округах Вілл і Кендалл штату Іллінойс. Населення — 44 762 особи (2020).

## Географія
Плейнфілд розташований за координатами 41°37′50″ пн. ш. 88°14′42″ зх. д. / 41.63056° пн. ш. 88.24500° зх. д. (41.630502, -88.245024).  За даними Бюро перепису населення США в 2010 році селище мало площу 62,69 км², з яких 60,15 км² — суходіл та 2,53 км² — водойми. В 2017 році площа становила 65,85 км², з яких 63,17 км² — суходіл та 2,68 км² — водойми.

## Демографія
Згідно з переписом 2010 року, у селищі мешкала 39 581 особа в 11 920 домогосподарствах у складі 10 155 родин. Густота населення становила 631 особа/км².  Було 12532 помешкання (200/км²).
Расовий склад населення:
| - 81,7 % — білих - 7,6 % — азіатів - 5,6 % — чорних або афроамериканців - 0,2 % — корінних американців - 2,6 % — осіб інших рас |

До двох чи більше рас належало 2,2 %. Частка іспаномовних становила 10,7 % від усіх жителів.
За віковим діапазоном населення розподілялося таким чином: 35,2 % — особи молодші 18 років, 59,5 % — особи у віці 18—64 років, 5,3 % — особи у віці 65 років та старші. Медіана віку мешканця становила 33,8 року. На 100 осіб жіночої статі у селищі припадало 98,4 чоловіків;  на 100 жінок у віці від 18 років та старших — 95,0 чоловіків також старших 18 років.
Середній дохід на одне домашнє господарство  становив 123 540 доларів США (медіана — 111 521), а середній дохід на одну сім'ю — 127 521 долар (медіана — 118 477). Медіана доходів становила 81 447 доларів для чоловіків та 50 553 долари для жінок. За межею бідності перебувало 1,9 % осіб, у тому числі 1,8 % дітей у віці до 18 років та 2,9 % осіб у віці 65 років та старших.
Цивільне працевлаштоване населення становило 21 142 особи. Основні галузі зайнятості: освіта, охорона здоров'я та соціальна допомога — 22,7 %, роздрібна торгівля — 15,6 %, науковці, спеціалісти, менеджери — 13,6 %.